# Närspaningsradar
Närspaningsradar (NSRR) är en typ av radar främst avsedd för att finna mål nära radarantennen. Denna typ av radar använder sig av en betydligt kortare våglängd än t.ex. kustspaningsradar (KSRR), vilket gör att den är svårare att upptäcka.